# أسترال أرجنتيني

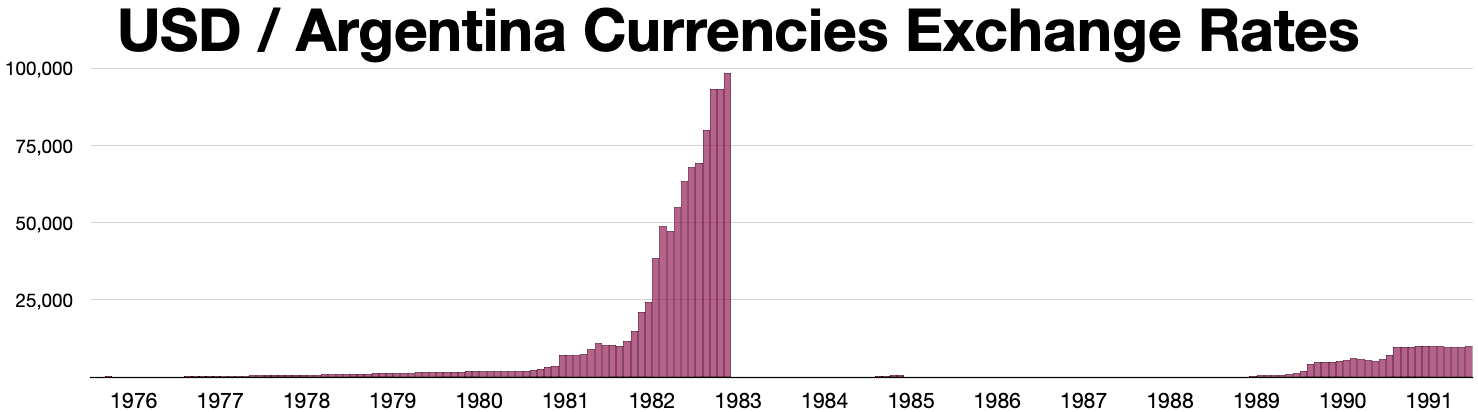
أسعار صرف العملات بين الدولار الأمريكي والأرجنتين *من يناير 1970 إلى مايو 1983: 18188 ليزو بيزو *من يونيو 1983 إلى مايو 1985: بيزو أرجنتيني *من يونيو 1985 إلى ديسمبر 1991: أستراليس

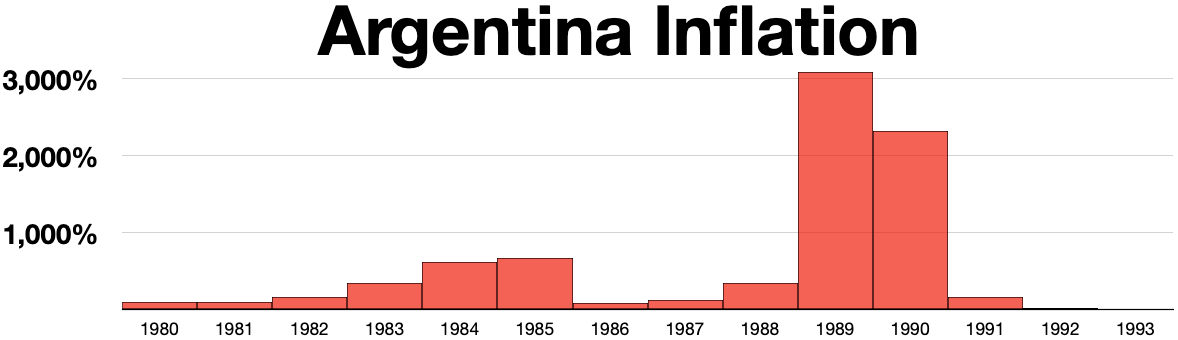
التضخم في الأرجنتين 1980-1993

الأسترال عملة الأرجنتين بين 15 يونيو 1985 و31 ديسمبر 1991. مقسمًا إلى 100 سنتافو. يرمز له حرف A كبير مع خط أفقي إضافي (₳). ظَهر هذا الرمز على جميع العملات المعدنية الصادرة بهذهِ العملة (بما في ذلك السنتافو)، لِتمييزها عن العملات السابقة.

## تاريخ
وَضع وزير المالية خوان فيتال سورويل خطة أوسترال. حَل الأسترال محل البيزو الأرجنتيني بمعدل ₳1 = 1000 دولار أمريكي، مما يجعل قيمة الأسترال 1.25 دولار أمريكي، أو 80 سنتافو أوسترال لكل دولار أمريكي.
في عام 1992، استُبدل الدولار الأسترالي بالبيزو القابل للتحويل بمعدل 1 دولار = 10000 ₳.

## عملات معدنية
قُدمت في عام 1985 العملات المعدنية لـ 1⁄2 ،1، 5، 10 و50 سنتافو. صدر 1⁄2 ¢ في عام 1985 فقط، توقف إنتاج 1 سنت في عام 1987، وتوقف إنتاج 5 سنتات في عام 1988، انتهى إنتاج عملات السنتافو الأخرى في عام 1989.صدرت عملات معدنية في عام 1989 بقيمة 1، 5، و10 ₳، تبعتها في عامي 1990 و1991 عملات معدنية بقيمة 100، 500، و1000 ₳.

### سنتافو
| كاره | وجه العملة | قيمة     | وجه العملة   | دخلت التداول   | سُحب            | تعبير                     | القطر  |
| ---- | ---------- | -------- | ------------ | -------------- | -------------- | ------------------------- | ------ |
|      |            | سنت      | هورنرو       | 23 سبتمبر 1985 | 31 ديسمبر 1991 | النحاس والألومنيوم (92/8) | 19 ملم |
|      |            | 1 سنت    | ريا          | 23 سبتمبر 1985 | 31 ديسمبر 1991 | النحاس والألومنيوم (92/8) | 20 ملم |
|      |            | 5 سنتات  | بوما         | 23 سبتمبر 1985 | 31 ديسمبر 1991 | النحاس والألومنيوم (92/8) | 23 ملم |
|      |            | 10 سنتات | شعار النبالة | 14 أكتوبر 1985 | 31 ديسمبر 1991 | النحاس والألومنيوم (92/8) | 21 ملم |
|      |            | 50 سنتًا  | الحرية       | 14 أكتوبر 1985 | 31 ديسمبر 1991 | النحاس والألومنيوم (92/8) | 23 ملم |

### الأسترال
| كاره | وجه العملة | قيمة               | وجه العملة         | دخلت التداول   | تم سحبه        | تعبير      | القطر  |
| ---- | ---------- | ------------------ | ------------------ | -------------- | -------------- | ---------- | ------ |
|      |            | ₳1                 | كابيلدو بوينس آيرس | 27 مارس 1989   | 31 ديسمبر 1991 | الألومنيوم | 20 ملم |
|      |            | 5 روبية            | بيت توكومان        | 22 مايو 1989   | 31 ديسمبر 1991 | الألومنيوم | 22 ملم |
|      |            | 10 روبية           | كاسا ديل أكويردو   | 26 يونيو 1989  | 31 ديسمبر 1991 | الألومنيوم | 22 ملم |
|      |            | 100 جنيه إسترليني  | شعار النبالة       | 28 نوفمبر 1990 | 31 أكتوبر 1993 | الألومنيوم | 21 ملم |
|      |            | 500 روبية          | شعار النبالة       | 1 نوفمبر 1990  | 31 أكتوبر 1993 | الألومنيوم | 23 ملم |
|      |            | 1000 جنيه إسترليني | شعار النبالة       | 28 نوفمبر 1990 | 31 أكتوبر 1993 | الألومنيوم | 24 ملم |

## الأوراق النقدية
صدرت إصدارات مؤقتة في عام 1985 تتكون من أوراق نقدية بقيمة 1000 دولار، 5000 دولار، و10000 دولار مختومة بقيم ₳1، ₳5، و₳10.
| قيمة     | تعليقات | لَوحَة                 | دخلت التداول   | سُحب            | صورة |
| -------- | ------- | -------------------- | -------------- | -------------- | ---- |
| ₳1       | مؤقت    | خوسيه دي سان مارتن   | 31 أكتوبر 1985 | 30 نوفمبر 1987 |      |
| 5 روبية  | مؤقت    | خوان باوتيستا ألبردي | 31 أكتوبر 1985 | 30 نوفمبر 1987 |      |
| 10 روبية | مؤقت    | مانويل بيلجرانو      | 31 أكتوبر 1985 | 30 نوفمبر 1987 |      |

أًصدر البنك المركزي بين عامي 1985 و1991، الأوراق النقدية التالية:
| قيمة                  | تعليقات | لَوحَة                   | دخلت التداول   | سُحب            | صورة                                               | القيمة بالبيزو القابل للتحويل لعام 1992 |
| --------------------- | ------- | ---------------------- | -------------- | -------------- | -------------------------------------------------- | --------------------------------------- |
| ₳1                    | نهائي   | برناردينو ريفادافيا    | 31 أكتوبر 1985 | 31 أكتوبر 1991 |                                                    |                                         |
| 5 روبية               | نهائي   | جوستو خوسيه دي أوركيزا | 28 فبراير 1986 | 31 أكتوبر 1991 |                                                    |                                         |
| 10 روبية              | نهائي   | سانتياغو ديركي         | 30 ديسمبر 1985 | 31 أكتوبر 1991 |                                                    |                                         |
| 50 روبية              | نهائي   | بارتولومي ميتري        | 23 يونيو 1986  | 31 ديسمبر 1991 |                                                    |                                         |
| 100 جنيه إسترليني     | نهائي   | دومينغو ف. سارمينتو    | 25 نوفمبر 1985 | 1 يونيو 1992   |                                                    | أرج$0.01                                |
| 500 روبية             | نهائي   | نيكولاس أفيلانيدا      | 2 مايو 1988    | 1 يونيو 1992   |                                                    | أرج$0.05                                |
| 1000 جنيه إسترليني    | نهائي   | خوليو أ. روكا          | 30 سبتمبر 1988 | 1 يونيو 1992   |                                                    | أرج$0.10                                |
| 5000 روبية            | نهائي   | خواريز سيلمان          | 26 مايو 1989   | 1 أكتوبر 1992  |                                                    | أرج 0.50 دولار                          |
| 10,000 ₳              | مؤقت    | خوسيه دي سان مارتن     | 31 يوليو 1989  | 31 أغسطس 1991  |                                                    | أرج$1                                   |
| 10,000 ₳              | نهائي   | كارلوس بيليجريني       | 25 أغسطس 1989  | 1 أكتوبر 1992  |                                                    | أرج$1                                   |
| 50,000 جنيه إسترليني  | مؤقت    | خوسيه دي سان مارتن     | 2 يونيو 1989   | 31 أغسطس 1991  |                                                    | أرج 5 دولارات                           |
| 50,000 جنيه إسترليني  | نهائي   | لويس ساينز بينيا       | 8 نوفمبر 1989  | 2 يناير 1993   | ملف:Autral 50000 A.jpgملف:Autral 50000 B.jpg       | أرج 5 دولارات                           |
| 100,000 ₳             | نهائي   | خوسيه إي. أوريبورو     | 21 مايو 1990   | 2 يناير 1993   |                                                    | أرج 10 دولارات                          |
| 500,000 جنيه إسترليني | مؤقت    | خوسيه دي سان مارتن     | 2 يوليو 1990   | 31 أكتوبر 1991 | ملف:PAustral 500000 A.jpgملف:PAustral 500000 B.jpg | الأرجنتين 50 دولارًا                     |
| 500,000 جنيه إسترليني | نهائي   | مانويل كوينتانا        | 1 نوفمبر 1990  | 2 يناير 1993   | ملف:Austral 500000 A.jpg                           | الأرجنتين 50 دولارًا                     |

تحمل جميع الأوراق النقدية، باستثناء الأوراق النقدية المؤقتة، على ظهرها صورة الحرية مع مشعل، ودرع. صُنعت الأوراق النقدية المؤقتة من صفائح بيزو لي مُعدلة. مُحيت كلمة بيزو من الوجهين، استُبدلت الصورة بالفئة النقدية المكتوبة بكلمات دون مسافات على ظهر الورقة. ظهرت الفئة النقدية على كلا الوجهين بالصيغ التالية: 10 ملايين (10,000)، 50 مليون (50,000) ،و500 مليون (500,000).

## روابط خارجية
- الموقع الرسمي لـ Banco Central de la República Argentina (البنك المركزي الأرجنتيني)
- ملاحظات أرجنتينية

قالب:Historical currencies of Argentina